# 柳稷
柳稷（1478年—1508年），字仲明，四川顺庆府南充縣人，民籍。

## 生平
治《詩經》，行二，由國子生中式四川鄉試第十五名舉人，年三十一歲中式正德三年（1508年）戊辰科會試第三百九名，第三甲第一百五十五名進士。刑部观政，卒于京。著有《封建论》。

## 家族
曾祖柳信。祖父柳鳳儀，壽官。父柳蕃，知州。母杨氏。慈侍下。兄柳和、弟柳穟。